# Дуда Дарина Володимирівна
Дарина Володимирівна Дуда (нар. 29 листопада 2003) — українська гімнастка групових вправ. Майстер спорту України міжнародного класу. Друга наймолодша учасниця Олімпійських ігор у Токіо. Бронзова призерка Чемпіонату Світу у Валенсії, Іспанія. Срібна призерка Чемпіонату Європи у команді.

## Життєпис
Учениця Школи екстернів.

## Спортивна кар'єра
Перший тренер - Ольга Новік.
Розпочала свою карʼєру у 2008 році у ДЮСШ 25 міста Києва. 
У 2016 році потрапила у резерв збірної команди України. Та продовжила свої тренування вже там.

### 2021
Дебютувала в групових вправах збірної України.
Стала другою наймолодшою учасницею Олімпійських ігор у Токіо.
2023
На Чемпіонаті Світу у Валенсії,Іспанія виборола разом із командою ліцензію на Олімпійські Ігри у Парижі посівши 5 місце у багатоборстві. Та виборола бронзову нагороду у вправі зі трьома стрічками та двома мʼячами.

## Результати на турнірах
Групові вправи
| Рік  | Змагання                          | Команда | ГБ | 5 | 3 + 4 |  |
| ---- | --------------------------------- | ------- | -- | - | ----- |  |
| 2021 | Чемпіонат України                 |         | 1  |   |       |  |
| 2021 | Кубок світу. Пезаро               |         | 7  | 6 | 7     |  |
| 2021 | Чемпіонат Європи                  |         | 6  | 7 | 6     |  |
| 2021 | Гран-прі. Тель-Авів               |         | 2  | 2 | 2     |  |
| 2021 | Чемпіонат світу                   | 4       | 8  |   |       |  |
|      |                                   | Команда | ГП | 5 | 3 + 2 |  |
| 2022 | Чемпіонат Європи                  | 8       | 10 | 6 |       |  |
| 2022 | Чемпіонат світу                   | 4       | 12 |   |       |  |
| 2023 | Гран-прі. Miss Valentine          |         | 1  | 1 | 1     |  |
| 2023 | Гран-прі. Марбелья                |         | 2  | 2 | 2     |  |
| 2023 | Кубок світу. Афіни                |         | 5  | 4 | 8     |  |
| 2023 | Кубок світу. Баку                 |         | 4  | 3 | 7     |  |
| 2023 | Чемпіонат Європи                  | 2       | 4  |   |       |  |
| 2023 | Чемпіонат світу                   | 6       | 5  | 7 | 3     |  |
| 2023 | Кубок України                     |         | 1  |   |       |  |
| 2024 | Міжнародний турнір Miss Valentinе |         | 1  | 1 | 1     |  |
| 2024 | Кубок світу. Афіни                |         | 13 | 4 |       |  |
| 2024 | Гран-прі. Тьє                     |         | 3  | 5 | 5     |  |
| 2024 | Кубок світу. Софія                |         | 10 | 7 |       |  |